# 天神社 (加須市牛重)
天神社（てんじんじゃ）は、埼玉県加須市の神社。

## 歴史
創建年代は不明である。ただ江戸時代後期の地誌『新編武蔵風土記稿』に記載されていることから、そのころには既に存在していたものと推測される。隣の万福寺が別当寺であった。そのため、昭和後期の当社の氏子総代と万福寺の檀家総代は兼任している。
1872年（明治5年）、近代社格制度に基づく「村社」に列せられ、1907年（明治40年）の神社合祀により、周辺の2社が合祀された。そのうちの一つの「浅間社」は、当社の隣にある日露戦争を記念する「日露戦役記念碑」がある塚の上にあった神社で、萬福寺の山号が「浅間山」であることからもわかるように、当社とともに萬福寺と密接なつながりがあった。

## 交通アクセス
- 加須ICより車12分。